# Zvoša

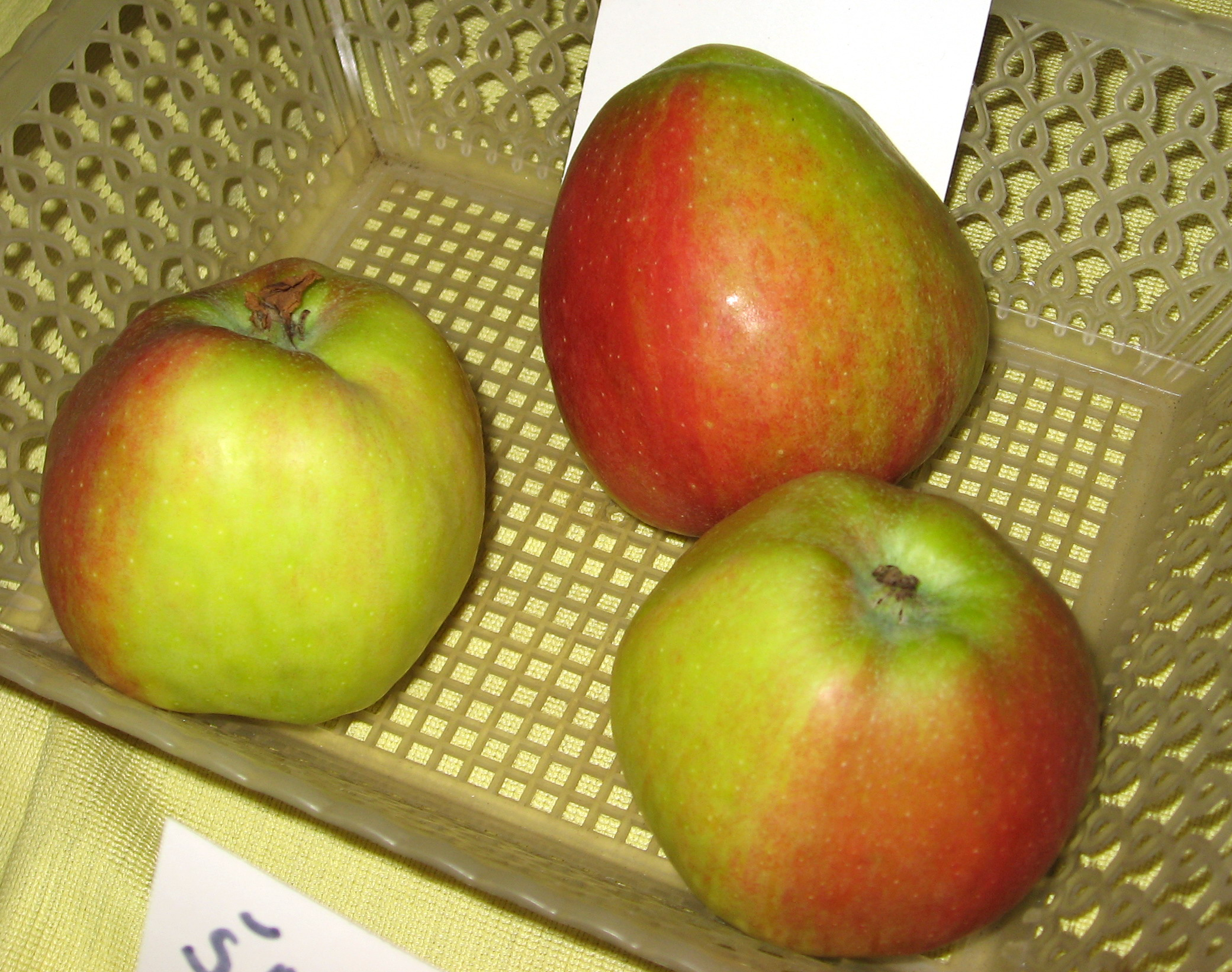

Zvoša (Malus domestica 'Zvoša') je ovocný strom, kultivar druhu jabloň domácí z čeledi růžovitých. Odrůda je vhodná do vyšších poloh. Plody jsou střední, méně aromatické, kyselé, nasládlé, vhodné pro skladování. Zraje v říjnu. Plodí brzy, pravidelně a mnoho. Je méně náročná na chemickou ochranu než tržní odrůdy.

## Historie

### Původ
Byla vypěstována v ČR v VŠÚO Holovousy s.r.o. zkřížením odrůd 'Zvonkové' x 'Šampion'.

## Vlastnosti

### Růst
Růst střední. Vytváří nepravidelné řidší koruny. Větve méně (ve srovnání s odrůdou Šampion) obrůstají plodonosným obrostem. Řez snáší dobře, je vhodný letní řez. Plodonosný obrost je i na letorostech.

## Plod
Plod spíše kulatý, nepravidelný, střední (130 - 189 g). Slupka tenká, hladká, základní barva je zelenožlutá, z větší části překrytá červenou barvou. Dužnina bílá, svěže kyselá, nasládlá, jen slabě aromatická.

## Květy
Odrůda je dobrý opylovač. Kvete poloraně a je cizosprašná.

## Choroby a škůdci
Odrůda je obvykle středně napadána strupovitostí, není napadána padlím. Někdy se vyskytuje fyziologická hořká skvrnitost. Je citlivá na chorobu kruhová hnědá hniloba, kterou bývá často napadána při skladování.

## Podnož
Vhodná podnož je M9, vhodnější jsou ale i vzrůstnější podnože a použití odrůdy pro vyšší pěstební tvary.

## Použití
Vhodná do vyšších poloh. Nehodí se pro kordóny a zákrsky. Vhodná pro volné tvary, polokmeny, vysokokmeny. Doporučuje se sklízet probírkou až 3x. Není vhodná pro velkovýrobu.